# ユース・アンド・ヤング・マンフッド
『ユース・アンド・ヤング・マンフッド』（Youth & Young Manhood）はアメリカのロックバンド、キングス・オブ・レオンのデビューアルバム。2003年7月7日発売。

## 収録曲
特筆ない限りカレブ・フォロウィル、ネイサン・フォロウィル、イーサン・ジョーンズ作曲。
1. レッド・モーニング・ライト / Red Morning Light - 3:00
2. ハッピー・アローン / Happy Alone - 3:59
3. ウェイステッド・タイム / Wasted Time - 2:46
4. ジョーズ・ヘッド / Joe's Head - 3:21
5. トラニ / Trani （マシュー・フォロウィル） - 5:00
6. カリフォルニア・ウェイティング / California Waiting - 3:28
7. スパイラル・ステアケイス / Spiral Staircase - 2:55
8. モリーズ・チャンバーズ / Molly's Chambers - 2:15
9. ジーニアス / Genius - 2:48
10. ダスティ / Dusty - 4:21
11. ホーリー・ローラー・ノヴォケイン / Holy Roller Novocaine - 3:56
12. タリヒナ・スカイ / Talihina Sky (Hidden Track) - 3:47 （隠しトラック）
13. ウィッカー・チェアー / Wicker Chair - 3:08 （ボーナス・トラック）

## メンバー
- カレブ・フォロウィル - ボーカル、リズムギター
- マシュー・フォロウィル - リードギター、ピアノ （タリヒナ・スカイ）
- ジャレッド・フォロウィル - ベース、ピアノ （トラニ）
- ネイサン・フォロウィル - ドラムス、パーカッション、ボーカル